# Dentro le parole
Dentro le parole è un singolo del gruppo musicale italiano Tazenda, pubblicato il 7 marzo 2018.

## Video musicale
Il video ufficiale del brano è stato diretto da Daniele Paglia e prodotto da Clairside.

## Tracce
Testi e musiche di Nicola Nite, Massimo Severu Sestu e Gino Marielli.
1. Dentro le parole – 3:47